# Adwokat terroru
Adwokat terroru (fr. L'Avocat de la terreur) – francuski film dokumentalny w reżyserii Barbeta Schroedera, którego francuska premiera odbyła się 6 czerwca 2007 roku. Opowiada on historię znanego i kontrowersyjnego adwokata Jacques'a Vergèsa, znanego z bronienia m.in. Klausa Barbie i członków algierskiej organizacji niepodległościowej Front Wyzwolenia Narodowego.